# Les Animaux du Futur

Les Animaux du Futur est une ancienne attraction du parc du Futuroscope, près de Poitiers.
L'attraction est un parcours scénique basé sur la technologie de la réalité augmentée. Elle a ouvert ses portes du 5 avril 2008 au 4 janvier 2009 pour sa première version, et rouvert le 4 avril 2009 dans une version améliorée.
L'attraction a définitivement fermé ses portes le 30 septembre 2012 afin de laisser la place à La Machine à voyager dans le temps, ouverte en décembre 2013.

## L'architecture

Le pavillon Les Animaux du Futur

Comme tous les autres pavillons du Futuroscope, le nouveau pavillon des Animaux du Futur a été créé par l'architecte français Denis Laming. Ce bâtiment se présente comme une arche de Noé du futur transportant les descendants des animaux d'aujourd'hui. La file d'attente extérieure présente une frise chronologique se déroulant de -200 millions d'années à + 200 millions d'années, avec des silhouettes métalliques évoquant l'évolution des espèces, illustrant des espèces disparues (amphibien, dinosaure, mammouth), présentes (homo sapiens) et hypothétiques dans le futur (caracoureur, tortunosaure, calamar géant des forêts)

## L'attraction
L'attraction portait le no 1 dans la numérotation du Parc (plans de visites, signalétique).
Cependant, c'est le no 20 qui apparaissait dans la publicité télé, réalisée fin 2007, avant un changement de la numérotation du Parc intervenu au début de la saison 2008.

### Le présentateur
Dans la première partie du pré-show (file d'attente intérieure), l'animateur Yves Noël apparaît sur des écrans et accueille les visiteurs avant leur périple en leur expliquant le fonctionnement de l'attraction (utilisation des lunettes et du capteur de la main) et le principe de la réalité augmentée.
Dans la zone du post-show, après le parcours, Jamy Gourmaud apparaît dans une autre vidéo, s'interrogeant sur le futur probable de l'être humain, grand absent du parcours.
Dans la version 2008, Jamy Gourmaud était aussi la voix du parcours, présentant les différents animaux à chaque scène. Depuis la nouvelle version ouverte en avril 2009, sa voix a été remplacée par celle de Pierre Hatet, qui a notamment doublé Emmett Brown dans les films Retour vers le futur, insistant davantage sur l'interaction avec les animaux par l'usage du dispositif interactif.

### L'équipement

#### Le matériel
Pour voir les animaux et interagir avec eux, les visiteurs s'équipent de jumelles de réalité augmentée, restituant une vue en relief, et d'un bracelet-capteur placé sur le dos de la main. Cet équipement, relié à un ordinateur et un logiciel, permet de filmer le décor et d'incruster virtuellement des animaux dans l'écran des jumelles. Avec le bracelet capteur, le visiteur peut interagir avec les animaux, il peut par exemple lancer une araignée à un baboukari ou se saisir de la poignée d'une cage virtuelle.

#### Le véhicule
Pour pouvoir se déplacer entre les différentes salles, les visiteurs embarquent à bord de trains composés de 3 wagons de 4 personnes, soit 12 personnes par train. L'attraction comporte 6 trains circulant en boucle dans un parcours hexagonal. Chaque siège est équipé d'un système de réalité augmentée.

#### La scénarisation et les décors
Les décors du préshow, du parcours et du post-show (animatroniques et éléments d'exposition) ont été imaginés et réalisés par Patrick Besenval et Jean-Marc Besenval de la société XLargo.

## La réalité augmentée
Le logiciel de réalité augmentée D'Fusion, réalisé par la société Total Immersion, installé sur les ordinateurs de l'attraction, analyse les images filmées par les jumelles, repère les coordonnées de position des jumelles et du bracelet-capteur, incruste les animaux dans l'image, et restitue les images fusionnées en temps réel dans les deux écrans OLED des jumelles.

## Les animaux
Les différents animaux de l'attraction ont été imaginés par des scientifiques anglais, dans un docu-fiction intitulé The Future is Wild.
Voici une liste de tous les animaux présentés dans l'adaptation du Futuroscope.

### File d'attente

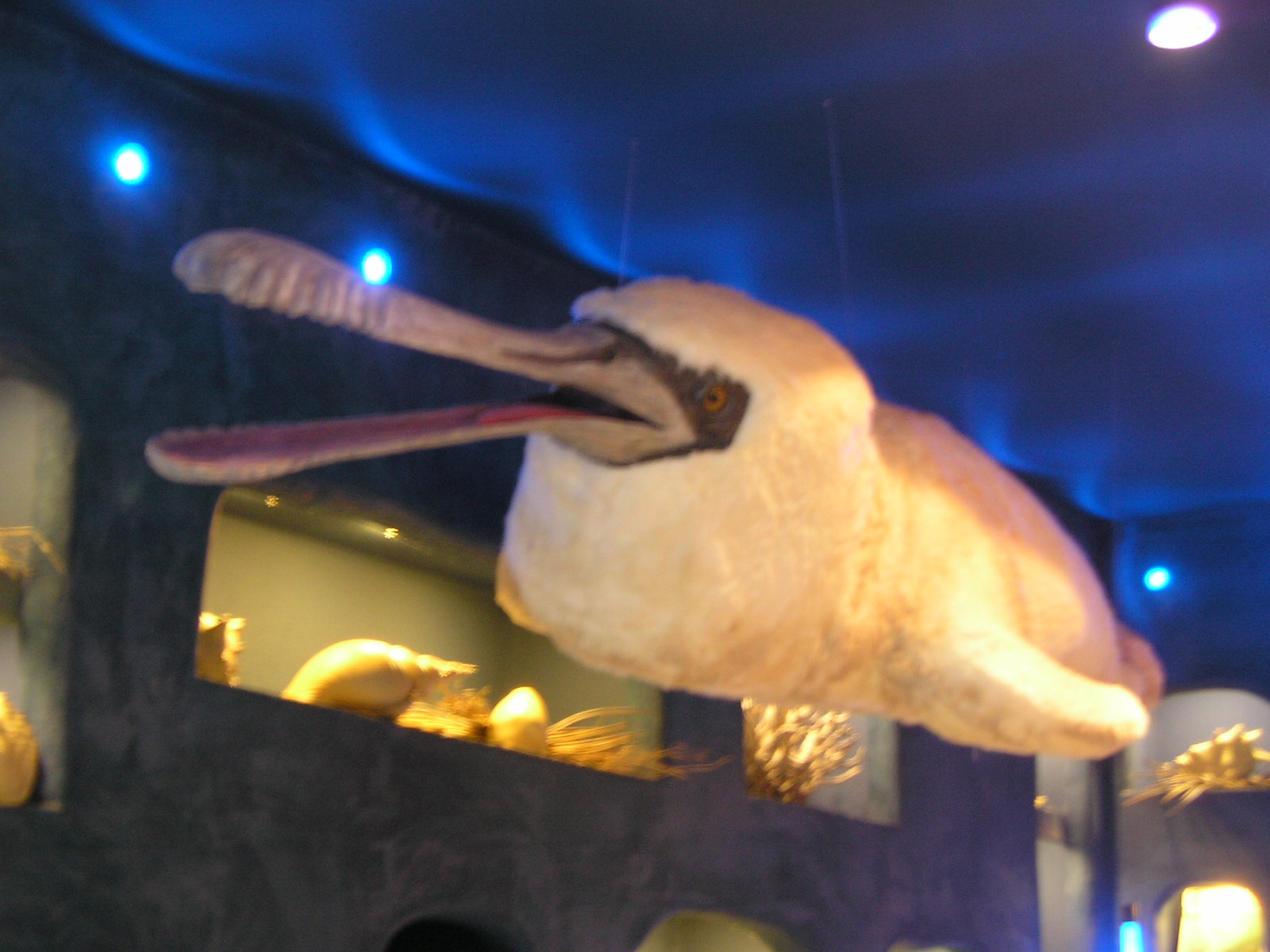
Le fou-baleine

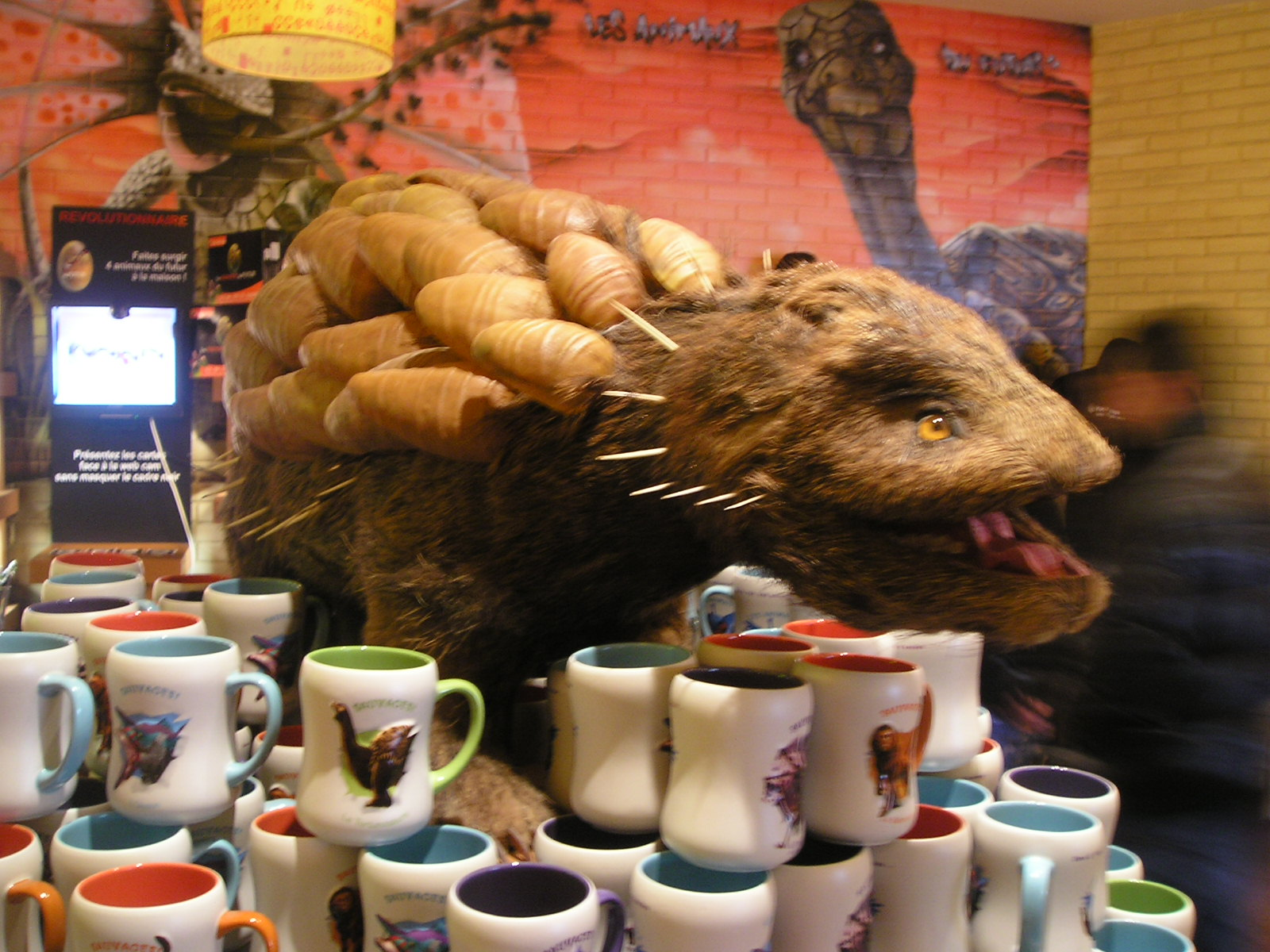
Le cuirasson

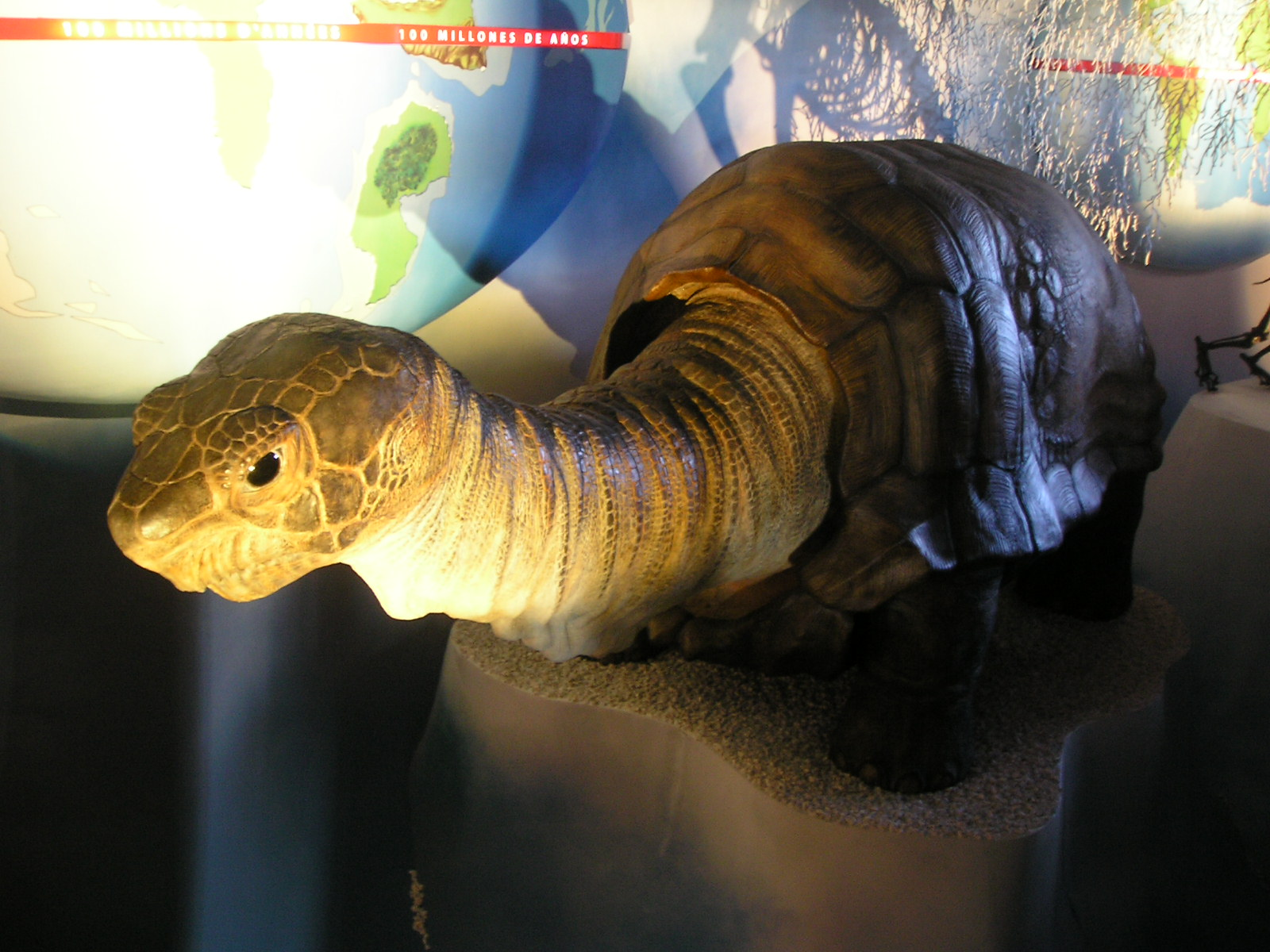
Bébé tortunosaure (animatronique)

La file d'attente se compose de 3 éléments : 
Une série de 4 clips vidéo réalisés par Jean-Marc Besenval dans lesquels on voit Jamy Gourmaud dialoguer avec un petit personnage, le pod, et décrire 4 espèces d'animaux du futur :
- Le flotteur des récifs
- Le cuirasson
- Le fou-baleine
- Le cochonnet des monts

Dans la première version en 2008, ces quatre animaux du futur étaient "naturalisés" et exposés dans une vitrine au centre du préshow. Ils ont été réalisés par Alain Dalis qui a travaillé dans de nombreux musées de la préhistoire.
À la suite de la nouvelle réorganisation en 2009, cette vitrine a disparu. Deux animaux ont été déplacés dans les boutiques à l'entrée du Parc : le cuirasson dans la boutique Signes du Monde, le fou-baleine dans la boutique H2O.
En 2009, une prise de photocapture a été créée à l'emplacement de la vitrine.
En 2020, tous les animatroniques du pavillon sont placés en décors dans le nouveau restaurant L'Atelier des Saveurs qui donc comprend: le cuirasson posé à l'entrée sur une caisse qui laisse sortir la tête du bébé tortunosaure, le fou-baleine accroché au plafond et la tête et les pattes avant du caracoureur sortent d'une autre caisse proche du bar du restaurant.

### Scène 1: Savane aride d'Amazonie (+ 5 millions d'années)
- Le baboukari
- Le caracoureur
- Le cuirasson
- Le dragon de salant (ajouté en 2009)

### Scène 2: Grotte au fond marécageux (+ 100 millions d'années)
- L'oiseau crache-feu
- Le grand planeur bleu
- Le tortunosaure
- L'araignée argentée (ajoutée en 2009)

### Scène 3: Fonds marins de l'océan global (+ 200 millions d'années)L'argentide
- Le calmar arc-en-ciel
- Le requin-lumiere
- Les anémones de mer (ajoutées en 2009)

### Scène 4: Jungle tropicale (+ 200 millions d'années)
- L'oisson des forêts
- Le suceur-sauteur
- La pieuvre-singe

### Post-show
- Le caracoureur (animatronique)
- Le tortunosaure (animatronique)
- L'argentide (écran au sol)
- Le calmar arc-en-ciel (écran au sol)

## L'expérience
Sur le site officiel de l'attraction, il était possible de télécharger deux petits programmes de réalité augmentée fonctionnant avec une webcam :
- des animaux du futur en images de synthèse apparaissant sur quatre différentes silhouettes à imprimer ;
- une pieuvre-singe s'installant sur la tête de la personne filmée.